# Radiació de Txerenkov

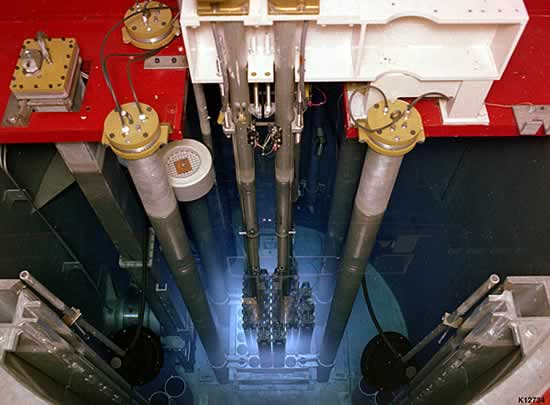
Radiació Txerenkov provinent de l'interior del nucli del reactor nuclear Triga

Front d'ones de la radiació de Txerenkov.

La radiació de Txerenkov o llum de Txerenkov (de vegades escrit Čerenkov) és un fenomen similar a un bang sònic, i produeix una llum, habitualment blavosa, quan una partícula carregada es desplaça dins un medi amb una velocitat superior a la velocitat de la llum dins d'aquest medi (que sempre és inferior a la velocitat de la llum al buit).
Aquest efecte és el que provoca la lluminositat blava de l'aigua que envolta el nucli d'un reactor nuclear.
Si tenim un medi material transparent d'índex de refracció n. La rapidesa de la llum dins aquest medi val c1=c/n. (per definició de l'índex de refracció). Una partícula carregada se desplaça dins el medi material considerat amb una velocitat v superior a c1. Això només és possible per partícules molt lleugeres i molt energètiques.
La partícula carregada interacciona al llarg de la seva trajectòria amb el medi que travessa. Pertorba temporalment la polarització dels orbitals electrònics dels àtoms que troba en el seu camí, cosa que provoca una emissió radioactiva. Així, cada àtom trobat per la partícula esdevé successivament emissor d'una radiació quan passa la partícula. Aquesta emissió es desplaça a una velocitat v. L'ona emesa es propaga a una velocitat c1 inferior a v. La interferència de cada una d'aquestes ones emeses per cada àtom pertorbat és doncs constructiva. Apareix un front d'ona coherent sota la forma d'un con de llum. La freqüència d'aquesta ona constructiva correspon generalment, per la radiació de Txerenkov dins l'aigua, a la del blau o l'ultraviolat.
L'analogia entre la radiació de Txerenkov i una ona de xoc és fàcil de fer. Un avió que es desplaça més ràpid que el so dins l'aire crea una ona de xoc sobre la qual totes les ones sonores es retroben. La correspondència amb la radiació de Txerenkov es fa en reemplaçar l'avió assimilat a un punt per una partícula carregada, i el so per la llum.

## Història
La radiació de Txerenkov és un exemple d'observació d'un fenomen físic simple i de la producció d'aplicacions remarcables. Fou conegut degut als treballs de Marie Curie de 1910 que l'aigua en contacte amb una font radioactiva produïa llum. Fins a 1926, l'explicació admesa era deguda a la fluorescència dels soluts. Però entre 1926 i 1929 Lucien Mallet analitzant més profundament la qüestió remarcà que l'espectre lluminós produït era continu, mentre que la fluorescència dona un espectre discret.
En una altra direcció, entre 1934 i 1937, Pàvel Txerenkov provà que la radiació produïda és independent de la composició del líquid, la qual cosa estava en desacord amb la teoria de la fluorescència. Les recerques de Txerenkov establiren les propietats generals de la radiació. Però hi faltava una descripció matemàtica. És en aquest punt en què intervenen dos col·legues i col·laboradors del premi Nobel de 1958 Ilià Frank i Ígor Tamm: donen una explicació matemàtica rigorosa i simple. La radiació de Txerenkov es produeix per l'acció dels raigs gamma deguts a la radioactivitat sobre els electrons del medi, per efecte Compton. Mitjançant aquest darrer efecte, els raigs gamma comuniquen la seva energia als electrons, i l'energia cinètica dels electrons desencadena la radiació de Txerenkov.
La radiació de Txerenkov té un paper capital dins la física contemporània. Intervé en la detecció de partícules (ANTARES, Observatori de Neutrins de Sudbury, Antartic Muon and Neutrino Detector Array, Super Kamiokande) o també en els acceleradors de partícules. Aquest mètode és particularment simple i necessita molt poca informació per poder deduir la massa i la rapidesa d'una partícula. És per això que es pot trobar a totes les instal·lacions de física subatòmica i en els dispositius d'observació, astronòmica o subatòmica, de neutrins. En els pròxims anys els dispositius basats en la radiació de Txerenkov poden ser vitals per nous sistemes d'observació astronòmica de neutrins originats a objectes molt llunyans del nostre sistema solar, degut a la capacitat de penetració d'aquestes partícules i a la seva baixa interacció amb altres partícules.

## La radiació de Txerenkov a l'espai
Els astronautes de les missions Apollo percebien fosfens en les seves missions. Es va descobrir que aquestes molèsties visuals lluminoses eren degudes a la radiació de Txerenkov de partícules de vent solar a l'interior del líquid ocular dels astronautes.
En el seu llibre, "Sonate au clair de terre", el cosmonauta francès Jean-Loup Chrétien indica que aquests fosfens es produeixen a la terra, a un ritme d'un o dos per any per una persona corrent, mentre que a l'estació MIR, Chrétien n'observava alguns cada dia.

## Vegeu
- Telescopi Čerenkov
- Ona de xoc
- Nombre de Mach